# حفر الآبار المعمدانية

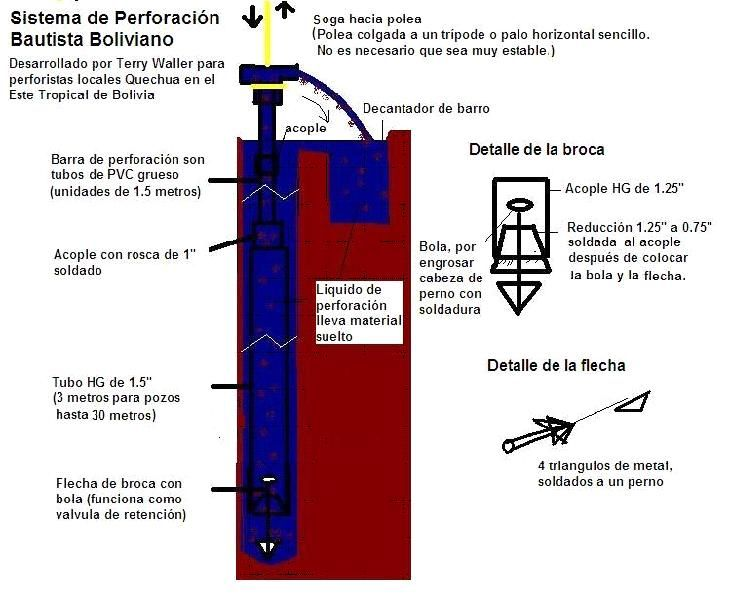
المعمدانيه حفر البئر الرسم التخطيطي في الاسبانيه

يعتبر حفر البئر المعمداني طريقة يدوية بسيطة للغاية لحفر آبار المياه. يمكن بناء جهاز الحفر المعمداني في أي ورشة لحام بالقوس الكهربائي ومواد عادية. تكلف النسخة الأساسية قُرابة 150 دولارًا أمريكيًا (وفقًا لأسعار عام 2006). حُفرت الآبار التي يزيد عمقها عن 100 متر بهذه الطريقة فور توفّر الظروف المناسبة.

## تاريخ
طور تيري والر هذه الطريقة، والذي كان مبشرًا معمدانيًا من أمريكا الشمالية في إفريقيا وبوليفيا. تطبق الطريقة بعض المبادئ نفسها المستخدمة في حفر الآبار التجارية الآلية، ولكنها تفعل ذلك باستخدام أبسط المواد المتاحة وأكثرها تكلفة وأرخصها.